# Wensly Francisco
Wensly Luciano Francisco (1980) is een documentairemaker van Curaçaose komaf. Francisco begon zijn carrière als reporter bij het BNN-programma Spuiten & Slikken in 2005. Sinds april 2022 werkt Francisco als Creative Director bij Het Huis van Asporaat (HHvA) waar hij films, series en documentaires ontwikkelt voor onder andere Netflix, Amazon, Videoland en de NPO.
In oktober 2022 verscheen zijn debuutroman RUST dat gedeeltelijk gebaseerd is op zijn jeugd in Tilburg Noord.

## Biografie
Francisco groeide op in de wijk Santa Maria in Willemstad. Eind jaren tachtig besloot zijn moeder om samen met hem naar Nederland te verhuizen. Francisco stopte op 18-jarige leeftijd met zijn mbo-opleiding en ging het leger in.
In 2002 begon Francisco naast zijn werk als militair korte filmpjes te maken voor de lokale Tilburgse omroep WatNou TV. Samen met Patrick Post, Ahmed Farah en Clyde Pinas richtte hij de Tilburgse reportersploeg Young Freelance Reporters (YFR) op. Na drie jaar vielen ze op in Hilversum en werden ze gevraagd om reportages te maken voor Spuiten en Slikken. Na één seizoen stopte Francisco met deze werkzaamheden en ging hij documentaires maken.
In mei 2013 verliet Francisco na dertien jaar het leger om fulltime te gaan werken bij BNNVARA.

## Documentaires

### NTR
In 2008 mocht Francisco twee korte documentaires maken voor het NTR-programma Vals Plat. In 2010 volgde de documentaire Zonen zonder vaders, waarin hij na dertig jaar op zoek ging naar zijn biologische vader. Uiteindelijk diende deze documentaire als basis voor een serie van vijf verschillende afleveringen. De documentaire werd aan vijf landen verkocht.

### BNNVARA
In 2013 maakte Francisco in samenwerking met regisseur Kees Schaap in 2013 de documentaireserie Bandidos voor BNNVARA. In deze serie ging hij op zoek naar ex-collega’s met wie hij had gediend op de legerbasis Seedorf in Duitsland.
Voor het programma Zembla maakte Francisco onder leiding van eindredacteur Manon Blaas samen met regisseur Erwin Otten de documentaire Stikken in het paradijs, over de vervuiling die olieraffinaderij PVDSA op Curaçao veroorzaakt. Kort daarna maakte hij Blank is beter, over het gebruik van huidbleekmiddelen onder mensen van kleur.
Tijdens het hoogtepunt van de vluchtelingencrisis in 2015 maakte Francisco de korte online documentaire Road to Freedom. Voor deze documentaire liep Francisco samen met cameraman Patrick Post mee met een groep vluchtelingen uit Syrië, vanaf de grens van Servië tot en met Oostenrijk.
In 2016 bedacht en regisseerde Francisco in samenwerking met Sanderijn Loonen de documentaire Bubbling: Bandje 64, over de invloed van bubblingmuziek over de hele wereld en de muzikale opkomst en ondergang van de grondleggers DJ Moortje en MC Pester.
In 2020 maakte Francisco de documentaireserie Rauw Curaçao, over de impact van Covid-19 op het eiland, opnieuw in samenwerking met regisseur Kees Schaap.

### KRO-NCRV
Als eindredacteur van No Limits Network - een programma gemaakt voor en door mensen met een beperking - won hij samen met zijn redactie in 2018 de Include Award voor het meest inclusieve programma.
Francisco produceerde (en bedacht) in 2019 de vierdelige documentaireserie Hip Hop NL, over de beste rappers van Nederland van dat moment en door de jaren heen. De serie werd een hit op YouTube en werd een van de eerste documentaires voor de KRO-NCRV die op een online platform meer dan 100.000 kijkers kreeg.

### Videoland
Voor streamingdienst Videoland bedacht, ontwikkelde en regisseerde Francisco begin 2020 Mocro Maffia Backstories. In deze reeks korte reportages interviewde presentator JayJay Boske verschillende castleden van de serie Mocro Maffia. Mocro Maffia Backstories stond enkele weken in de top 10 van de best bekeken programma’s van Videoland.